# Frimærkekatalog
Et frimærkekatalog er et katalog over frimærketyper med beskrivelser og priser. Frimærkekataloger er et grundlæggende værktøj for filatelister og frimærkesamlere og indgår i filatelistisk literatur.
Det første frimærkekatalog blev udgivet i Frankrig af Oscar Berger-Levrault den 14. september 1861 og det første frimærkekatalog tiltænkt offentligheden blev udgivet af Alfred Potiquet i december 1861. Ældre frimærkekataloger bruges stadig i udbredt grad af samlere, eftersom de kan indeholde informationer som ikke findes i nyere frimærkekataloger, og ikke alle samlere interesserer sig for frimærkernes nutidige værdiangivelse.
Der findes få frimærkekataloger som dækker hele verden, det drejer sig om Michel-, Scott-, Stanley Gibbons- og Yvert et Tellier-frimærkekatalogerne. Andre og mere "nationale" frimærkekataloger omfatter ofte kun én eller nogle verdensdele. Et lille udvalg er bl.a. det svenske Facit katalog, det italienske Sassone katalog, det schweiziske Zumstein katalog og endelig det danske AFA katalog.